# Flotta in potenza

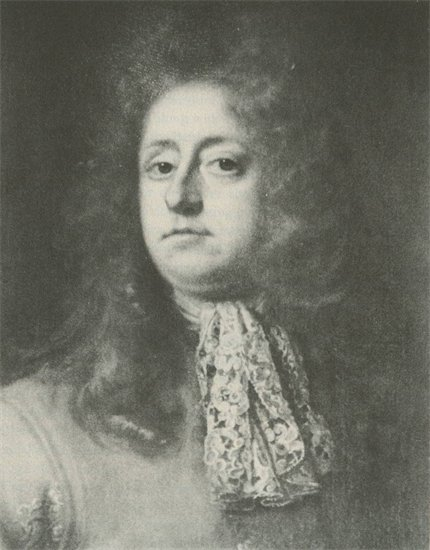
Arthur Herbert, I conte di Torrington, ideatore del concetto di fleet in being

Nell'ambito della guerra navale, la dottrina della flotta in potenza (meglio nota con l'espressione inglese fleet in being) è una particolare strategia militare in base alla quale una flotta non si impegna direttamente in scontri con il nemico, ma esercita una influenza indiretta sugli eventi bellici rimanendo in porto e mantenendo così una minaccia "potenziale" e permanente nei confronti dell'avversario.
Concettualmente la fleet in being si contrappone alla dottrina del "comando del mare" o Command of the sea, che invece prevede l'impiego diretto delle proprie forze navali per annientare le unità nemiche ed assumere così il controllo delle rotte navali.

## Uso del termine
Il primo ad usare l'espressione fleet in being e a definirne il concetto fu Arthur Herbert, I conte di Torrington, comandante nel 1690 delle forze della Royal Navy britannica dislocate nel canale de La Manica ed impegnate nella guerra della Grande Alleanza: trovatosi a doversi confrontare con una flotta francese più numerosa, Lord Torrington propose di evitare uno scontro diretto con il nemico se non in circostanze assolutamente favorevoli, in attesa di un rafforzamento della flotta britannica; benché ferme in porto, le navi britanniche rappresentavano una minaccia potenziale per la flotta francese, obbligandola a mantenere il grosso delle sue forze nell'area a guardia degli approdi nemici ed impedendole così di assumere l'iniziativa in zone diverse. Mahan fornisce un'interpretazione della fleet in being legata alla similitudine con l'azione sul fianco delle forze terrestri,  cioè di un incremento dell'efficienza bellica di una piccola forza a causa della sua posizione fisica nei confronti del grosso del nemico. Resta tuttavia il fatto che Mahan nello stesso capitolo indica che, secondo il suo parere, il valore della flotta in potenza è fortemente sovrastimato.
Nel 1898 Rudyard Kipling pubblicò una serie di articoli sulla Channel Fleet britannica sotto il titolo A Fleet in Being, anche se non utilizzò l'espressione nel senso datole dal Lord Torrington.

## Concetto
La dottrina della fleet in being ha come presupposto il fatto che all'interno di un porto una flotta si trova relativamente al sicuro dalle azioni del nemico, protetta dall'artiglieria costiera e dagli sbarramenti di mine navali; il fatto però che le navi si trovino in porto non significa che siano inattive o neutralizzate, visto che esse in ogni momento potrebbero lasciare gli ormeggi ed impegnarsi in combattimento. Una flotta che applichi la fleet in being lascerà quindi le sue unità principali ferme agli ormeggi, obbligando l'avversario a mantenere il grosso delle sue forze a sorveglianza dei porti nemici (per contrastare tempestivamente qualsiasi improvvisa uscita in mare del rivale) senza poterle distaccare per operazioni su altri teatri.
Generalmente la dottrina della fleet in being è adottata da una flotta meno numerosa quando si trova a confronto di un avversario più numeroso: in questo caso le unità principali della flotta meno numerosa verranno impiegate di rado, mentre più intenso sarà l'uso di unità leggere e sommergibili, inviati a forzare il blocco dell'avversario ed a logorarne progressivamente le forze con azioni su piccola scala, onde tentare di ridurre il divario numerico senza rischiare il grosso delle proprie navi; le unità di prima linea come corazzate ed incrociatori da battaglia saranno impiegate dalla flotta meno numerosa solo quando sia possibile ottenere condizioni di forte vantaggio contingente, ad esempio tendendo agguati contro distaccamenti isolati dell'avversario impegnati nelle operazioni di blocco navale. Il concetto di fleet in being risponde anche ad esigenze più propriamente "politiche": evitando i rischi di una battaglia decisiva da combattere in condizioni di svantaggio, una flotta meno numerosa (o che comunque non è in grado di ripianare in tempi brevi eventuali perdite di navi) potrà mantenere intatto il suo potenziale bellico per tutta la durata del conflitto, esercitando poi un peso relativo nel corso delle trattative di pace finali.
A partire dalla seconda guerra mondiale l'azione delle forze aeree si è progressivamente affermata nell'ambito delle operazioni navali militari, fino a diventarne una componente inscindibile. Ciò fece venire meno il presupposto fondamentale su cui si basa il concetto di fleet in being: tramite l'azione di velivoli imbarcati su portaerei divenne possibile portare attacchi direttamente contro i porti avversari, dove le navi ferme all'ancora rappresentavano obiettivi facili, come dimostrarono i casi di Taranto e di Pearl Harbor.

## Esempi storici
Sebbene esempi di adozione della dottrina possano essere rintracciati anche prima, i casi più esemplari della sua applicazione si verificarono nel corso delle due guerre mondiali.
Durante la prima guerra mondiale le marine degli Imperi Centrali si trovarono in condizioni di forte svantaggio numerico contro le flotte congiunte degli Stati Alleati: sia la Kaiserliche Marine tedesca che la k.u.k. Kriegsmarine austro-ungarica che la Osmanlı Donanması ottomana adottarono quindi la strategia della fleet in being, cercando di evitare per quanto possibile lo scontro diretto contro le flotte avversarie, ed affidandosi preminentemente all'azione dei sommergibili o a rapide incursioni di distaccamenti di incrociatori e cacciatorpediniere contro distaccamenti isolati dell'avversario; entrambi i governi puntavano ad ottenere la vittoria prevalentemente tramite l'azione delle forze terrestri, ed in tal senso un eventuale disastro navale dato dal confronto con flotte nemiche più numerose avrebbe portato gravi danni al morale in patria, oltre che alla capacità negoziale durante le trattative di pace finali.
Sempre durante il primo conflitto mondiale la dottrina della fleet in being fu rigorosamente seguita dalla Flotta del Baltico russa: contrapposta alla più numerosa flotta tedesca ed impossibilitata ad essere rinforzata dalle altre marine Alleate a causa del controllo della Germania sugli stretti dello Skagerrak e del Kattegat, la flotta russa si chiuse a difesa dei golfi di Riga e di Finlandia tramite ampi sbarramenti di mine, lanciando solo occasionali sortite con i propri incrociatori per bombardare i porti dell'avversario.
Durante la seconda guerra mondiale fu la Regia Marina italiana a seguire prevalentemente la dottrina della fleet in being: in questo caso la decisione nasceva dal fatto che i cantieri navali nazionali non erano in grado di ripianare eventuali perdite di navi principali come corazzate ed incrociatori, che quindi dovevano essere gestiti con parsimonia e senza correre rischi non calcolati; le unità maggiori italiane furono impegnate in un numero relativamente basso di scontri, dando preferenza all'impiego di sommergibili ed unità leggere. Sempre nel corso del secondo conflitto mondiale una funzione di fleet in being fu esercitata anche dalla corazzata tedesca Tirpitz: fin dalla sua entrata in servizio la nave fu dislocata nella relativa sicurezza dei fiordi della Norvegia, intraprendendo rare uscite in mare ma obbligando i britannici a trattenere in zona un considerevole numero di unità pesanti con cui eventualmente contrastarla.